# ギュルビン・ス
ギュルビン・ス（Gülbin Su、1971年6月7日 - ）は、トルコのハタイ県、サマンダー  (Samandağ)  出身の障害者アーチェリー選手。
2008年の北京パラリンピックにトルコ代表としてアーチェリー競技の女子個人コンパウンドオープンに出場した。予選ではダニエル・ブラウン、ザンドラ・レッペに続く3位で予選を突破した。決勝ラウンドでは1回戦でスウェーデンのアン＝クリスティン・ニルソンに112-102の差で勝利したものの、準決勝で日本の神谷千恵子に104-106のわずかな差で敗れた。しかし銅メダルをかけて進んだ3位決定戦でイギリスのメル・クラークに113-109で敗れメダル獲得はならなかった。